# Городок (телесериал)
«Городок» (англ. The Town) — британская трёхсерийная семейная драма, транслировавшаяся телеканалом ITV.

## Сюжет
30-летний Марк Николас возвращается в родной город, узнав о неожиданном самоубийстве своих родителей Тони и Кейт. В течение десяти лет Марк навещал семью только раз в год, но теперь он вынужден отказаться от возвращения в Лондон и взять на себя заботу о своей 15-летней сестре Джоди и 75-летней бабушке Бетти. Вскоре Марк находит в личных вещах покойных родителей записки с фразой «я знаю» и начинает подозревать, что местный инспектор Крис Франкс, а также городское правительство в лице мэра Лена Робсона и его помощницы Шайрин, скрывают истинные обстоятельства смерти Тони и Кейт. Маленький город и тайные дела его жителей не по душе Марку. Пока Джоди пытается отвлечься с помощью шумных вечеринок и беспорядочных связей, он одержим поиском убийцы своих родителей.

## Актёры
- Эндрю Скотт в роли Марка Николаса, главного героя
- Авигейл Тлалэм в роли Джоди Николас, сестры Марка
- Джулия Маккензи в роли Бетти Николас, бабушки Марка
- Мартин Клунз в роли Лена Робсона, местного мэра
- Голди Нотай в роли Шайрин, помощницы и преемницы мэра
- Дуглас Ходж в роли Криса Франкса, полицейского инспектора
- Джерард Кёрнс в роли Дэниэла, работника гостиницы
- Шарлотта Райли в роли Элис, школьной девушки Марка
- Сэм Тротон в роли Карла, мужа Элис
- Филип Дэвис в роли Тони Николаса, покойного (эпизод)
- Шивон Редмонд в роли Кейт Николас, покойной (эпизод)

## Производство
Сериал был снят студией Big Talk Productions в Хай-Уиком, пригороде Лондона. Авторы ставили своей целью изобразить жизнь современной Великобритании и создать естественных персонажей. Эндрю Скотт прокомментировал свою работу так: «Наиболее приятной вещью в сериале было то, что мой персонаж очень человечен, такой нормальный парень».